# 上海培佳双语学校
上海培佳双语学校是中華人民共和國上海市普陀區一所涵蓋小学至高中的十二年制民办学校以及雙語教育學校。該学校可以跨区招生，可招收外籍学生以及聘用外籍教师。

## 歷史
1997年5月，從华东师大辭職的陈孝大接手了普陀区培福佳小学，成為學校校長。這是一所弄堂民办小学。陈孝大曾獲得斯德哥尔摩大学教育学博士学位，他也因此成為上海市首位留洋博士中小学校长、法定代表人。1999年6月，培福佳小学创办初中部，學校同時更名为上海市民办培佳实验学校。在陈孝大的经营下，學校最終发展为集小学、初中、高中于一体的12年制双语教育学校。2000年4月，普陀区教育局成立了上海海文教育发展有限公司。不久，上海海文教育发展有限公司接管培佳实验学校。2001年12月，學校更名為上海培佳双语学校。2002年，培佳在上海中考的总分和平均分均名列普陀区第一。
2002年12月26日，陈孝大被普陀公安分局刑事拘留，陈孝大被指挪用公款，随后普陀区教育局免去其培佳双语学校校长职务。2003年1月9日，陈孝大被取保候审。6月13日，普陀区人民检察院向普陀区法院提起公诉，指控陈孝大挪用公款20万元。8月28日，陈孝大被法院批准逮捕。2003年9月1日，上海市普陀区法院一审判决陈孝大挪用公款罪成立，判处其有期徒刑一年。
2022年5月，上海培佳双语学校的举办者由上海海文教育发展有限公司变更为上海市普陀区教育奖励基金会。